# Winterpaleis bij Jericho
Zowel de koningen uit de dynastie van de Hasmoneeën als die van de Herodianen bezaten in de oudheid een winterpaleis bij Jericho, in het huidige Tulul Abu el-'Alayiq, enkele kilometers bij het oude Jericho vandaan. De keuze van de koningen om juist hier hun winterpaleizen te bouwen, hing samen met het klimaat. Terwijl het in de rest van Judea 's winters erg koud kon zijn, was het bij het zeer laag gelegen Jericho ook 's winters aangenaam warm. In Tulul Abu el-'Alayiq is bij opgravingen één paleis aangetroffen van de Hasmoneeën. Er zijn drie paleizen (die samen één groot complex vormen) gevonden die gebouwd zijn door Herodes de Grote. Herodes' tweede paleis ligt op de plaats waar eerder het Hasmonese paleis had gestaan. Verder is in het nabijgelegen Tell el Samarat een renbaan met theater aangetroffen, eveneens gebouwd door Herodes de Grote.
De paleizen werden beschermd door de forten Cypros en Doq, resp. ten zuiden en ten noorden van het paleizencomplex.

## Hasmonees paleis

### Bouw door Johannes Hyrkanus
Het eerste paleis in Tulul Abu el-'Alayiq werd gebouwd door de Hasmonese vorst Johannes Hyrkanus. Zijn paleis besloeg een oppervlakte van 60 bij 50 meter (inclusief de binnenplaats die aan drie zijden door het paleis omsloten werd) en telde twee verdiepingen. De bouwstijl vertoonde duidelijke hellenistische invloeden. Het paleis was voorzien van badinstallaties en een mikwe. De kamers van het paleis waren versierd met fresco's. In de zuidwesthoek van het paleis stond een sterke toren, omgeven door droge gracht met een diepte van 7 meter. In de toren kon de koning in geval van nood zijn toevlucht zoeken.
Ten westen van het paleis bouwde Johannes Hyrkanus twee identieke, naast elkaar gelegen zwembaden van 8 bij 9 meter. Vermoedelijk was een van de zwembaden bedoeld voor mannen en de andere voor vrouwen en werden beide baden door een muur van elkaar gescheiden. Ten noorden van het paleis werden tuinen aangelegd, waarin onder meer dadelpalmen groeiden. Johannes Hyrkanus liet een aquaduct aanleggen om vanuit de nabijgelegen Wadi Qelt water aan te voeren naar het complex.

### Uitbreidingen in later tijd
Alexander Janneüs breidde het paleis verder uit. Hij bouwde nog een extra aquaduct vanaf de bronnen van Na'aran (bij Jericho), zodat het paleis over nog meer water kon beschikken. Bovendien liet hij twee grotere zwembaden bouwen (18 bij 13 meter) met daaromheen grote tuinen en zuilengalerijen met Dorische zuilen. Ook liet Alexander Janneüs een stuk of tien huizen bouwen, vermoedelijk bestemd voor hoge ambtenaren.
Bij het paleis is ook een complex gevonden dat vermoedelijk dienstdeed als synagoge, gebouwd in drie fasen tussen vermoedelijk 75 en 50 v.Chr. (tijdens Salome Alexandra en Hyrkanus II). Tot op heden is dit de oudste synagoge die in Israël is aangetroffen. In het synagogegebouw, dat in totaal een oppervlakte van 28 bij 20 meter besloeg, was ook een triclinium, een mikwe en diverse andere ruimtes. De synagoge zelf was rechthoekig van vorm en omgeven door 12 pilaren. In de synagoge is ook een ruimte aangetroffen waarin de wetsrollen en andere boekrollen bewaard werden. In de synagoge waren oorspronkelijk zitbanken geplaatst, maar al in de oudheid zijn deze afgebroken.
Salome Alexandra liet dichter bij het paleis twee grote, luxueuze villa's bouwen. De villa's hadden dezelfde architectuur, zij het dat ze ten opzichte van elkaar in spiegelbeeld gebouwd waren. Beide villa's waren voorzien van badinstallaties, een triclinium, een eigen (klein) zwembad en tuinen. Wellicht waren de villa's bestemd voor Alexandra's zonen Aristobulus II en Hyrkanus II.
Tegen het einde van de Hasmonese periode werd bij het paleis bovendien een badhuis gebouwd. Het badhuis had een mozaïekvloer waarbij rode, zwarte en witte steentjes in een regelmatig patroon waren gelegd. Ook werd een groot waterbassin aangelegd (van 20 bij 12,5 meter), maar archeologen verschillen van mening of het hier gaat om een zwembad of om een bassin voor wateropslag.
Het lijkt erop dat de familie van de Hasmoneeën het paleis nog is blijven gebruiken tot in de eerste jaren van de regering van Herodes de Grote. Dat valt op te maken uit het gegeven dat Herodes' schoonmoeder (de moeder van Mariamne) hier in 35 v.Chr. een feest gaf. Tijdens dit feest liet Herodes zijn zwager Aristobulus III in een van de zwembaden verdrinken.
Het paleis van de Hasmoneeën werd in 31 v.Chr. door een aardbeving verwoest.

## Herodiaanse paleizencomplex
Toen Herodes de Grote koning werd over het Joodse land (37 v.Chr.), bouwde hij bij Jericho een eigen paleizencomplex, dat uiteindelijk uit drie paleizen zou bestaan. Herodes' paleizencomplex was veel groter en mooier dan het Hasmonese winterpaleis. De bouwstijl van alle drie de Herodiaanse paleizen vertoont duidelijke invloeden van de Romeinse architectuur. De familie van de Herodianen is ook na Herodes' dood het paleizencomplex als winterpaleis blijven gebruiken, totdat in 66 na Chr. de Joodse Opstand uitbrak. Tijdens de Joodse Opstand is het Herodiaanse paleizencomplex verwoest.

### Eerste paleis
Herodes bouwde zijn eerste paleis bij Jericho rond 35 v.Chr., niet ver bij het Hasmonese paleis (dat er toen nog stond) vandaan. Het paleis besloeg een oppervlakte van 87 bij 46 meter en was evenals het Hasmonese paleis aan drie zijden rondom een binnenplaats gebouwd. Het paleis bevatte een groot triclinium, kamers die uitzicht boden op het landschap, een ruim opgezet badhuis in Romeinse stijl en een mikwe. De vloeren van het badhuis waren in mozaïek gelegd. Het badhuis werd gekenmerkt door verschillende technische hoogstandjes.

### Tweede paleis
Rond 25 v.Chr. bouwde Herodes zijn tweede paleis bij Jericho. Hij bouwde het op de plaats waar eerder het Hasmonese paleis had gestaan, dat zes jaar daarvoor door een aardbeving verwoest was. Het paleis had een open bouwstijl, wat het paleis aantrekkelijker maakte dan het eerste paleis. Het bestond uit twee verdiepingen. Ook dit paleis had een groot triclinium, waarvan de muren met fresco's versierd waren. Het paleis kende meerdere gastenkamers. Verder was er een badhuis in Romeinse stijl, mooier nog dan het badhuis in het eerste paleis. De vloeren waren ook hier in mozaïek gelegd, de muren versierd met fresco's.
Bij het paleis liet Herodes het grote waterbassin dat ten tijde van Hyrkanus II was aangelegd, restaureren en hij nam het in gebruik als zwembad. Bovendien maakte hij van de twee door Alexander Janneüs naast elkaar aangelegde zwembaden één groot extra zwembad. Om de zwembaden heen legde hij nieuwe tuinen aan.

### Derde paleis
Herodes' derde paleis, gebouwd rond 15 v.Chr. en met een oppervlakte van 3 hectare, was het meest luxueuze van de drie. Het was aan beide zijden van de Wadi Qelt gebouwd. Met een loopbrug waren de twee delen van het paleis aan elkaar verbonden. Gezien de aard van het metselwerk denken archeologen dat het paleis is gebouwd door werklieden uit Rome.
Het paleis bevatte onder meer een zeer groot triclinium (29 bij 19 meter), met zuilengalerijen aan beide zijden, en fresco's op de muren. Het paleis was versierd met Korinthische zuilen. Ook bij dit paleis hoorde een badhuis, maar dit was gelegen in een apart gebouw. Het badhuis voldeed aan alle eisen waaraan een Romeins badhuis werd geacht te voldoen en was voorzien van diverse technische hoogstandjes. Aan de westkant van het paleis lag een grote ontvangsthal, geschikt om veel gasten te ontvangen. De ruimte was omgeven door Ionische zuilen en versierd met fresco's en pleisterwerk. Buiten het paleis liet Herodes grote, weelderige tuinen aanleggen, alsmede een groot zwembad (90 bij 42 meter).
Flavius Josephus vermeldt dat Herodes de Grote in Jericho stierf. Vermoedelijk was Herodes toen in zijn derde paleis. Hij werd echter niet hier begraven, maar in Herodion.
Simon van Peraea, een slaaf van Herodes, riep zich na diens dood in 4 v.Chr. uit tot koning en zette het Winterpaleis in brand. Hij werd verslagen en gedood door herodiaanse en Romeinse troepen.

## Hippodroom en theater teTell el Samarat
In Tell el Samarat, eveneens bij Jericho, zijn bij opgravingen eveneens bouwwerken van Herodes de Grote aangetroffen. Het gaat om een groot hippodroom, een Romeins theater en een gymnasion. Vermoedelijk is dit complex het hippodroom bij Jericho dat door Flavius Josephus genoemd wordt.

## Opgravingen
In de negentiende en het begin van de twintigste eeuw zijn verschillende kleinschalige opgravingen verricht in Tulul Abu el-'Alayiq. In 1950 en 1951 volgden meer systematisch aangepakte opgravingen, onder leiding van J.L. Kelso en D.C. Baramki resp. J.B. Pritchard. De meest uitgebreide opgravingen vonden plaats in de periode 1973 tot 1987 onder leiding van Ehud Netzer. Ook na 1997 werden er opgravingen verricht, opnieuw onder leiding van Ehud Netzer.